# Thomas Knyvett
Sir Thomas Knyvett (também Knevitt ou Knivet ou Knevet), de Buckenham, Norfolk (c. 1485 – 10 de agosto de 1512) foi um jovem nobre inglês que foi um associado próximo do Rei Henrique VIII logo após o monarca subir ao trono. De acordo com a Crônica de Hall, Knyvett foi um participante frequente das justas e cerimônias da reluzente corte do novo rei e foi nomeado Mestre dos Cavalos de Henrique em 1510.

## Família
Sir Thomas Knyvett era filho de Sir Edmund Knyvett (m. 1504) de Buckenham por sua esposa Eleanor Tyrrell, filha de Sir William Tyrrell de Gipping, Suffolk por Margaret, filha de Robert Darcy, cavaleiro. Sua mãe Eleanor era irmã de Sir James Tyrrell. Ele era neto de Sir William Knyvett.

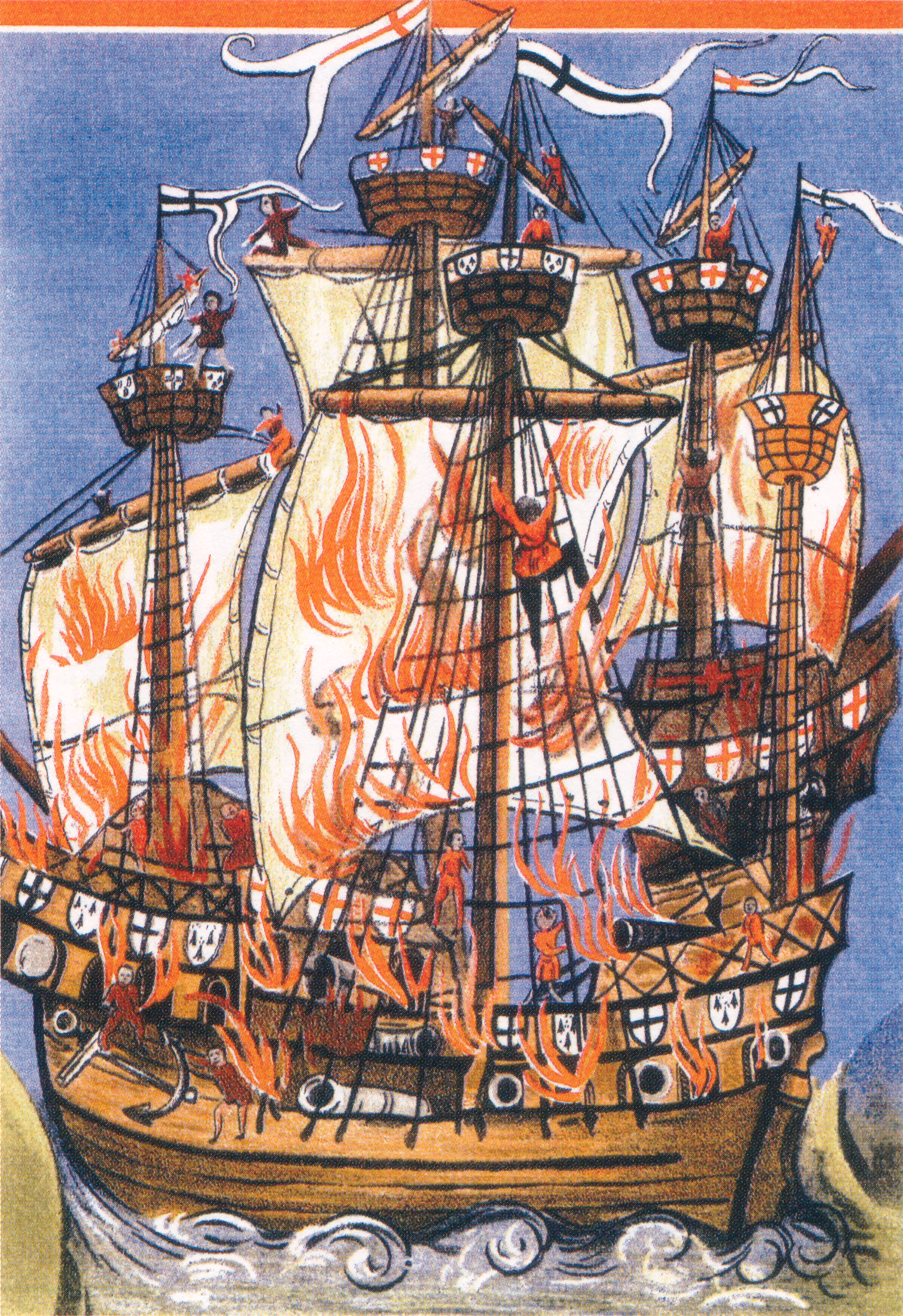
Uma imagem contemporânea do Cordeliere (exibindo a Bandeira da Bretanha) e Regent (com a Bandeira da Inglaterra) em chamas. Ilustração do poema Chordigerae navis conflagratio de Germain de Brie.

Knyvett casou-se, antes de 9 de julho de 1506, com Muriel Howard, viúva de John Grey, 2º Visconde Lisle, pela qual ela foi mãe de Elizabeth Grey, Viscondessa Lisle, que um dia foi prometida a Charles Brandon, 1º Duque de Suffolk e mais tarde esposa de Henry Courtenay. Muriel Howard era filha de Thomas Howard, 2º Duque de Norfolk, e Elizabeth Tilney, e através da conexão Howard, Knyvett estava relacionado a muitas das grandes figuras da história inglesa (seu cunhado, por exemplo, era Thomas Boleyn, pai da Rainha Ana, e avô da Rainha Isabel I). Por Muriel Howard, Knyvett teve três filhos e duas filhas, Edmund (1508–1551), Katherine que se casou primeiro com Sir William Fermor (m. 1558) (Xerife de Norfolk e Suffolk em 1540 e filho de Sir Henry Fermor de East Barsham em Norfolk) e em segundo lugar com Nicholas Mynne, Escudeiro, Ferdinand, Anne que se casou primeiro com Thomas Thursby de Ashwicken (m. 1543) e em segundo lugar com Henry Spelman (filho de Sir John Spelman e pai de Sir Henry Spelman) e Henry (morreu c. 1547). Henry foi pai de Sir Henry Knyvet e através dele avô de Katherine Knyvett que se casou com seu primo de terceiro grau Thomas Howard, 1º Conde de Suffolk e é ancestral dos Condes de Suffolk e Berkshire. Quatro meses após a morte do marido, Muriel Howard morreu no parto entre 13 e 21 de dezembro de 1512. Seus cinco filhos órfãos foram criados por sua avó, Eleanor Knyvett.
A atriz e diretora teatral Sally Knyvette, que estrelou como Jenna Stannis na série de televisão de ficção científica britânica Blake's 7, é descendente direta de Sir Thomas Knyvet.

## Morte
Quando Henrique declarou guerra à França em 1512, Knyvett, junto com Sir John Carew, recebeu o comando da nau capitânia real, o Regent. Com vários favoritos da corte comandando outras embarcações, uma pequena frota partiu para a costa da Bretanha. Em 10 de agosto de 1512 eles enfrentaram uma frota francesa ligeiramente menor, e uma violenta batalha conhecida como a Batalha de São Mateus aconteceu ao largo da costa de Brest. O navio de Knyvett agarrou-se ao navio de comando bretão Cordelière, e estava engajado em abordá-lo quando o depósito de pólvora do Cordelière explodiu (alguns dizem que foi deliberadamente incendiado). Os dois navios irromperam em chamas. Knyvett e Carew ambos pereceram, junto com o capitão bretão Hervé de Portzmoguer e mais de 1 700 homens, tanto franceses quanto ingleses.

## Na ficção
Na série de TV The Tudors, um Sir Anthony Knivert ficcionalizado é baseado em Knyvett e interpretado por Callum Blue.